# Claude Catherine de Clermont

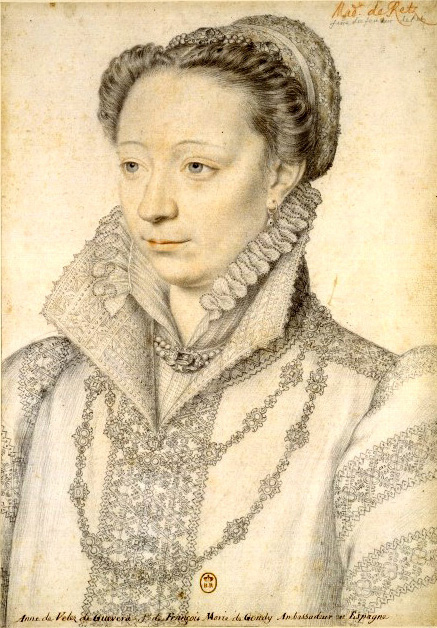
Claude Catherine de Clermont (Inschrift rechts oben), oder Anne de Velez de Guevara (Inschrift unten), François Quesnel oder Französische Schule des 16. Jahrhunderts, Bibliothèque nationale de France

Claude Catherine de Clermont (manchmal Claudine genannt, * 1543 in Paris; † 18. Februar 1603 ebenda), Dame de Vivonne et Dampierre, Baronne, dann Comtesse, dann Duchesse de Retz, Dame de Machecoul, Pair de France, genannt la Maréchale de Retz, war eine französische Salonnière.
Heute wenig bekannt, war sie zu ihrer Zeit eine Grande Dame, die durch das Ausmaß ihrer Bildung, ihres Wissens und ihrer Kultur hervorstach: sie habe Gedichte geschrieben, die nicht erhalten sind, und der Nachwelt eine Sammlung von Texten aus der Hand von Besuchern ihres literarischen Salons hinterlassen.

## Leben

### Dame de Retz
Claude Catherine de Clermont war die einzige Tochter von Claude de Clermont († 1545), Baron de Dampierre und Jeanne de Vivonne († 1583), Dame de Vivonne
Sie heiratete 1561, im Alter von 18 Jahren, Jean d’Annebault († 1562), Baron de Retz, Seigneur de Machecoul, d’Annebault et de La Hunaudaye, Gentilhomme de la Chambre de Karl IX., Capitaine de Conches et d’Évreux, Sohn von Claude d’Annebault († 1552), Seigneur d’Annebault et de Saint-Pierre, Marschall von Frankreich und Admiral von Frankreich, und Françoise de Tournemine, Dame de La Hunaudaye, Prätendentin von Retz. Jean d’Annebault fiel am 19. Dezember 1562 in der Schlacht bei Dreux 1562, die kurze Ehe blieb ohne Nachkommen, jedoch war Catherine de Clermont Baronin von Retz aus eigenem Recht.
Am 4. September 1565, im Alter von 22 Jahren, heiratete sie den 20 Jahre älteren Albert de Gondi (1522–1602), Seigneur du Perron, Comte, dann Marquis de Belle-Île et des Îles d’Hyères, Pair de France, General der Galeeren und Marschall von Frankreich. Durch die Ehe wurde Albert de Gondi der neue Seigneur de Retz. 1581 wurde die Baronie Retz zum Herzogtum erhoben.

### Hofdame
Sehr schön und sehr umworben, wurde Catherine de Clermont zur Ehrendame der Königin Caterina de’ Medicis, ihrer Tochter Margarete von Valois und deren Schwägerin Elisabeth von Österreich, der Ehefrau des Königs Karl IX., sowie Gouvernante der Enfants de France. Sie war in höfische Intrigen verwickelt und mischte sich auch mehrfach in politische Fragen ein.

### Salonnière
Claude Catherine de Clermont ist heute weniger als Herzogin von Retz oder Hofdame bekannt, sondern dank ihres mondänen Salon vert, den sie nach ihrer zweiten Hochzeit in Paris gegenüber dem Louvre abhielt und in dem sich die bedeutendsten Köpfe ihrer Zeit versammelten, insbesondere Dichter, aber auch Maler, Musiker, Philosophen und Politiker: Philippe Desportes, Rémy Belleau, Jean Antoine de Baïf, Pierre de Ronsard, Étienne Jodelle, Pontus de Tyard, Amadis Jamyn, Jean de La Gessée, Siméon-Guillaume de La Roque, Antoine de Laval, Flaminio de Birague, Étienne Pasquier, Scévole de Sainte-Marthe, Jean Bertaut, Nicolas Rapin, der Organist des Königs Guillaume Costeley usw. Sie besuchten sie nicht nur, sondern widmeten ihr ihre Werke und richteten ihre Verse an sie, in denen sie sie sogar unter den Namen Dictynne oder Pasithée besangen.
Zu ihrem Umkreis gehörte auch ein ganzer Hof schöner und brillanter Frauen: Henriette de Clèves, Anne d’Aquaviva d’Aragon d’Atri (Tochter von Herzog Gian Francesco d'Atri, Ehefrau von Louis d’Adjacet, Comte de Châteauvillain), Hélène de Donsèque de Surgères (die Hélène aus Ronsards Sonnets pour Hélène), Madeleine de L’Aubespine, Madeleine de Bourdeille (Schwester Brantômes), Gilonne de Goÿon (Tochter von fille de Jacques II. de Goÿon de Matignon) etc., die alle unter Namen aus der Mythologie gefeiert wurden.
Claude Catherine de Clermont ließ die Verse kopieren und in einem Manuskript sammeln, die ihre vielen Bewunderer ihr widmeten: 173 Stücke, die größtenteils auf Französisch, aber auch auf Italienisch oder Latein geschrieben sind, und alle Genres mischen, vom Sonett bis zur Villanelle, einschließlich der Elegie, des Cartel oder der Rimes tierces, alle anonym, mit Ausnahme von 21, die identifiziert und 3, die zugeschrieben wurden. Diese Sammlung hat dokumentarischen Wert für das Hofleben, auf die politische und religiöse Situation der Zeit, auf den Aufstieg sozialer Salons und zeugt vom poetischen Geschmack der Zeit, der vom Neo-Petrarkismus geprägt ist.
Claude Catherine de Clermont sprach fließend Italienisch, konnte Latein und Griechisch perfekt, und kannte sich in mehreren weiteren Fremdsprachen aus. Als 1573 die polnischen Gesandten kamen, um den Herzog von Anjou zu bitten, die polnische Krone anzunehmen, antwortete sie ihnen öffentlich auf Latein für Caterina de’ Medici, und ihre Rede setzte sich gegenüber der des Kanzlers René de Birague und des Grafen Philippe Hurault de Cheverny, die für König Karl IX. und den Herzog von Anjou antworteten, durch.
Zudem war sie äußerst kultiviert und erlangte einen guten Ruf für ihre intellektuellen Leistungen, die als „zehnte Muse“ und „vierte Gnade“ bezeichnet wurden. Sie verdiene es, sagte François Grudé de La Croix du Maine, „zu den gelehrtesten und versiertesten sowohl in der Poesie als auch in der Redekunst zu zählen, ebenso in der Mathematik, Geschichte und anderen Wissenschaften.“ Ihr erstaunliches Wissen, ihre immense Kultur, weit jenseits der meisten anderen Frauen ihrer Zeit, ihre Sprachkenntnisse, ihre jetzt verlorenen Kompositionen und Gedichte, ihre Passion für die Wissenschaft und die Musik (sie sang und spielte Laute), brachten ihr sogar die Zulassung zu den Sitzungen der Académie du Palais ein. Sie leistete auch die Arbeit der Patronin, als sie die Gründung der Académie de musique et de poésie von Jean Antoine de Baïf im Jahr 1570 unterstützte.
Schließlich fügte Claude Catherine de Clermont der Wissenschaft auch ihren Mut hinzu: während des Abwesenheit ihres Ehemanns bedrohte die Katholische Liga ihre Lehen, woraufhin sie auf eigene Kosten Truppen aufstellte, sich an deren Spitze stellte und die Angreifer in die Flucht zwang.

## Ehe und Nachkommen
Claude Catherine de Clermont und Albert de Gondi bekamen zehn Kinder:
- Charles de Gondi (* 1569; † 22. Mai 1596), Marquis de Belle-Île; ⚭ 1. März 1588 Antoinette d’Orléans-Longueville (* 1572; † 24. April 1618), Dame de Château-Gontier, Ordensgründerin
- Claude-Marguerite de Gondi (* 1570; † 26. August 1650); ⚭ 7. Januar 1588 Florimond de Hallwin († 1592), Marquis de Piennes et de Maignelais
- Françoise de Gondi († 1627); ⚭ Lancelot Grognet de Vassé, Seigneur d’Esguilly, Classé, Rouessé et Courmenant
- Gabrielle de Gondi; ⚭, 11. Dezember 1594 Claude de Bossut, Seigneur d’Escry
- Hippolyte de Gondi († 1646); ⚭ 18. Januar 1607 Léonor de La Magdelaine, Marquis de Ragny;
- Henri de Gondi (* 1572; † 13. August 1622), Cardinal de Retz, Bischof von Paris
- Louise de Gondi (* 1572; † 29. August 1661), Nonne
- Madeleine de Gondi († 8. Juni 1662), Nonne
- Philippe-Emmanuel de Gondi (* 1581; † 29. Juni 1662), Comte de Joigny, Marquis de Belle-Île, Baron de Montmirel, Seigneur de Dampierre et de Villepreux, Général des Galères de France; ⚭ 11. Juni 1604 Françoise Marguerite de Silly († 1625), Dame de Commercy
- Jean-François de Gondi (* 1584; † 21. März 1654), Cardinal de Retz, erster Erzbischof von Paris